# Adolpho José Melfi
Adolpho José Melfi (São Paulo, 17 de março de 1937) é um pesquisador brasileiro, membro titular da Academia Brasileira de Ciências na área de Ciências da Terra desde 26/03/1991. Se formou em geologia na Universidade de São Paulo (USP) em 1960, e se tornou docente da USP em 1964.
Foi condecorado na Ordem Nacional do Mérito Científico.
Foi reitor da Universidade de São Paulo de 2001 a 2005.